# Thelypteris loreae
Thelypteris loreae là một loài thực vật có mạch trong họ Thelypteridaceae. Loài này được A.R. Sm. mô tả khoa học đầu tiên năm 2004.